# 국제과학기술경진대회

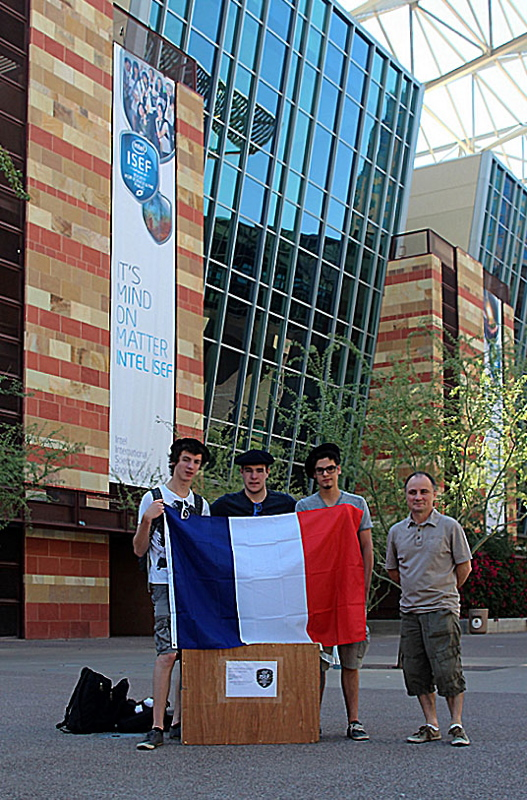

국제과학기술경진대회(International Science and Engineering Fair, ISEF)는 현존하는 모든 중, 고등학생 대상 과학 관련 대회들 중 가장 큰 규모의 대회로, 매년 5월에 개최되며 75개 이상의 국가의 1,800여명의 학생이 참가한다. 매우 다양한 형태의 본상(Grand Award) 및 특별상(Special Award), 그리고 부상(장학금, 학비 지원, 인턴 활동, 과학 탐사)들이 주어지며, 총 상금규모는 4백만 달러에 육박하며 개인에게 주어지는 최대 상금은 5만 달러이다. 국제과학기술경진대회는 1950년에 미국과학대중협회(SSP)에 의해 처음으로 개최되었으며 1997년부터는 인텔이 타이틀 스폰서로 선정되어 2019년까지 인텔로부터 1백만 달러 이상의 지원을 받으며 대회 이름 앞에 인텔이라는 상호를 붙여 Intel ISEF라고 부르기도 한다.

## 참가자격
국제과학기술경진대회에 참가하기 위해서는 우선 각 국가별로 개최되는 가맹대회에 개인 혹은 2~3인의 팀으로 참가하여야 한다. 이러한 가맹대회는 일정한 조건을 충족하여야 가맹대회 자격 유지 및 출전 가능 T/O를 부여받게 된다. 가맹대회를 거치지 않고 국제과학기술경진대회에 곧바로 출전할 수는 없다.